# Skomorochy (rejon tarnopolski)
Skomorochy (ukr. Скоморохи) – wieś na Ukrainie w rejonie tarnopolskim należącym do obwodu tarnopolskiego. 
W II Rzeczypospolitej wieś powiecie tarnopolskim województwa tarnopolskiego. 
W 1925 r. wybudowano we wsi kościół rzymskokatolicki pw. Wniebowzięcia NMP.
W latach 1943–1945 nacjonaliści ukraińscy z OUN-UPA zamordowali tutaj 13 Polaków.

## Dwór
- dwór wybudowany na przełomie XVIII w. i XIX w. przez Jana Bołoza-Antoniewicza spłonął w 1917 r.[3]

## Urodzeni
- Ihor Gereta (1938–2002) – ukraiński archeolog, działacz społeczno-polityczny, historyk sztuki.